# Светско првенство у алпском скијању 2011 — суперкомбинација за мушкарце
Такмичење у суперкомбинацији на Светском првенству у алпском скијању 2011. у мушкој конкуренцији у Гармиш-Партенкирхену одржано је 14. фебруара. Такмичење је почело у 10:00 часова (спуст) на стази Кандахар 1, а у 14,00 (слалом) на стази Gudiberg.
Учествовао је 41 скијаш из 22 земље.

## Земље учеснице
| - Андора (2) - Аргентина (1) - Аустрија (4) - Белорусија (1) - Босна и Херцеговина (1) - Бугарска (2) | - Чешка (2) - Финска (1) - Хрватска (3) - Италија (4) - Казахстан (2) - Летонија (1) | - Молдавија (1) - Норвешка (3) - Пољска (2) - САД (3) - Словачка (2) | - Украјина (1) - Уједињено Краљевство (1) - Шпанија (1) - Шведска (1) - Швајцарска (2) |

## Карактеристике стаза
| Датум :14 фебруар 2010 · Стаза за спуст · Локално време: 10:00 · Стаза: „Кандахар 2“ · Старт: 1.690 м, Циљ: 770 м · Висинска разлика: 920 м, Дужина стазе:3.300 м · Стазу поставио: * Стазу поставио: Хелмут Шмалцл Италија, 44 капије · Температура: старт + 1 °C, циљ + 4 °C | Стаза за слалом · Локално време: 14:00 · Стаза: „“ · Старт: 960 м, Циљ: 750 м · Висинска разлика: 210 м, Дужина стазе: м · Стазу поставио: М. Карка Италија, 62. капије · Температура: старт + 12 °C, циљ + 12 °C |

## Победници
| Злато:                      | Сребро:                   | Бронза:           |
| Аксел Лунд Свиндал Норвешка | Кристоф Инерхофер Италија | Петер Фил Италија |

|  |  |  |

## Резултати
| Плас.  | Ст. бр. | Име                              | Држава               | Спуст        | Плас.        | Слалом       | Плас.        | Укупно       | Заостатак    |
| ------ | ------- | -------------------------------- | -------------------- | ------------ | ------------ | ------------ | ------------ | ------------ | ------------ |
| Злато  | 21      | Аксел Лунд Свиндал               | Норвешка             | 1:59,49      | 1            | 55,02        | 7            | 2:54,51      |              |
| Сребро | 22      | Кристоф Инерхофер                | Италија              | 2:00,67      | 3            | 54,85        | 6            | 2:55,52      | +1,01        |
| Бронза | 15      | Петер Фил                        | Италија              | 2:00.83      | 4            | 55,58        | 9            | 2:56,41      | +1,90        |
| 4      | 17      | Бенјамин Рајх                    | Аустрија             | 2:02,50      | 12           | 54,18        | 2            | 2:56,68      | +2,17        |
| 5      | 7       | Ондреј Банк                      | Чешка                | 2:01.00      | 5            | 55.90        | 12           | 2:56.90      | +2.39        |
| 6      | 10      | Паоло Панграци                   | Италија              | 2:02.66      | 14           | 54.69        | 5            | 2:57.35      | +2.84        |
| 7      | 2       | Ларс Елтон Мире                  | Норвешка             | 2:03,39      | 18           | 54,11        | 1            | 2:57,50      | +2,99        |
| 8      | 13      | Натко Зрнчић-Дим                 | Хрватска             | 2:03,25      | 16           | 54,46        | 4            | 2:57,71      | +3,20        |
| 9      | 26      | Андреас Ромар                    | Финска               | 2:01,19      | 7            | 56,86        | 18           | 2:58,05      | +3,54        |
| 10     | 16      | Ћетил Јансруд                    | Норвешка             | 2:02,56      | 13           | 55,86        | 11           | 2:58,42      | +3,91        |
| 11     | 6       | Георги Георгијев                 | Бугарска             | 2:02.74      | 15           | 56.12        | 14           | 2:58.86      | +4.35        |
| 12     | 12      | Јоахим Пухнер                    | Аустрија             | 2:03,26      | 17           | 55,70        | 10           | 2:58,96      | +4,45        |
| 13     | 28      | Бјерн Зибер                      | Аустрија             | 2:03.49      | 19           | 55.95        | 13           | 2:59.44      | +4.93        |
| 14     | 39      | Мирко Дефлоријан                 | Молдавија            | 2:04,00      | 22           | 56,29        | 15           | 3:00,29      | +5,78        |
| 14     | 1       | Тим Џитлоф                       | САД                  | 2:06,02      | 29           | 54,27        | 3            | 3:00,29      | +5,78        |
| 16     | 3       | Феран Тера                       | Шпанија              | 2:03,70      | 20           | 57,31        | 19           | 3:01,01      | +6,50        |
| 17     | 4       | Мартин Враблик                   | Чешка                | 2:05,97      | 28           | 55,51        | 8            | 3:01,48      | +6,97        |
| 18     | 30      | Тин Широки                       | Хрватска             | 2:04,74      | 24           | 56,78        | 17           | 3:01,52      | +7,01        |
| 19     | 34      | Јарослав Бабушјак                | Словачка             | 2:05,93      | 27           | 56,37        | 16           | 3:02,30      | +7,79        |
| 20     | 33      | Јури Данилочкин                  | Белорусија           | 2:04.63      | 23           | 57.74        | 20           | 3:02.37      | +7.86        |
| 21     | 5       | Кевин Естеве Ригаил              | Андора               | 2:01,81      | 9            | 1:00,72      | 24           | 3:02,53      | +8,02        |
| 22     | 31      | Никола Чонгаров                  | Бугарска             | 2:03.79      | 21           | 59.15        | 22           | 3:02.94      | +8.43        |
| 23     | 36      | Игор Лајкерт                     | Босна и Херцеговина  | 2:09,43      | 30           | 58,35        | 21           | 3:07,78      | +13,27       |
| 24     | 32      | Матеј Фалат                      | Словачка             | 2:10.63      | 33           | 59.20        | 23           | 3:09.83      | +15.32       |
| 25     | 40      | Ростислав Фешчук                 | Украјина             | 2:09,86      | 31           | 1:01,36      | 25           | 3:11,22      | +16,71       |
| 26     | 41      | Тарас Пименов                    | Казахстан            | 2:11,40      | 34           | 1:02,86      | 26           | 3:14,26      | +19,85       |
| 27     | 35      | Михал Клусак                     | Пољска               | 2:05,58      | 26           | 1:14,54      | 27           | 3:20,12      | +25,51       |
| 28     | 23      | Руђер Видоса                     | Андора               | 2:04,89      | 25           | 1:20,36      | 28           | 3:25,25      | +30,74       |
|        | 8       | Тед Лигети                       | САД                  | 2:02,34      | 11           | Није завршио | Није завршио | Није завршио | Није завршио |
|        | 9       | Доминик Парис                    | Италија              | 2:01,51      | 8            | Није завршио | Није завршио | Није завршио | Није завршио |
|        | 11      | Беат Фојц                        | Швајцарска           | 2:00.12      | 2            | Није завршио | Није завршио | Није завршио | Није завршио |
|        | 18      | Силван Цурбриген                 | Швајцарска           | 2:01,11      | 6            | Није завршио | Није завршио | Није завршио | Није завршио |
|        | 19      | Боди Милер                       | САД                  | 2:02,01      | 10           | Није завршио | Није завршио | Није завршио | Није завршио |
|        | 38      | Дмитриј Кошкин                   | Казахстан            | 2:10,07      | 32           | Није завршио | Није завршио | Није завршио | Није завршио |
|        | 14      | Ханс Олсон                       | Шведска              | Није завршио | Није завршио | Није завршио | Није завршио | Није завршио | Није завршио |
|        | 20      | Ромед Бауман                     | Аустрија             | Није завршио | Није завршио | Није завршио | Није завршио | Није завршио | Није завршио |
|        | 24      | Маћеј Бидлињски                  | Пољска               | Није завршио | Није завршио | Није завршио | Није завршио | Није завршио | Није завршио |
|        | 25      | Кристијан Хавијер Симари Биркнер | Аргентина            | Није завршио | Није завршио | Није завршио | Није завршио | Није завршио | Није завршио |
|        | 27      | Далибор Шамшал                   | Хрватска             | Није завршио | Није завршио | Није завршио | Није завршио | Није завршио | Није завршио |
|        | 29      | Ти-Џеј Болдвин                   | Уједињено Краљевство | Није завршио | Није завршио | Није завршио | Није завршио | Није завршио | Није завршио |
|        | 37      | Робертс Роде                     | Летонија             | Није завршио | Није завршио | Није завршио | Није завршио | Није завршио | Није завршио |